# Gorge de Vintgar

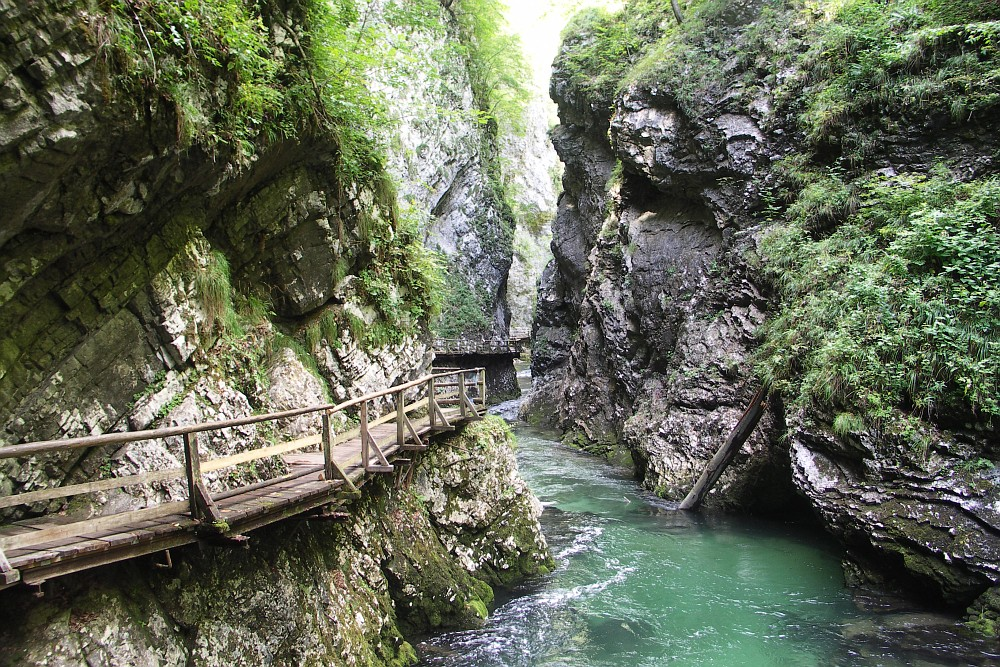
La rivière Radovna dans la gorge de Vintgar.

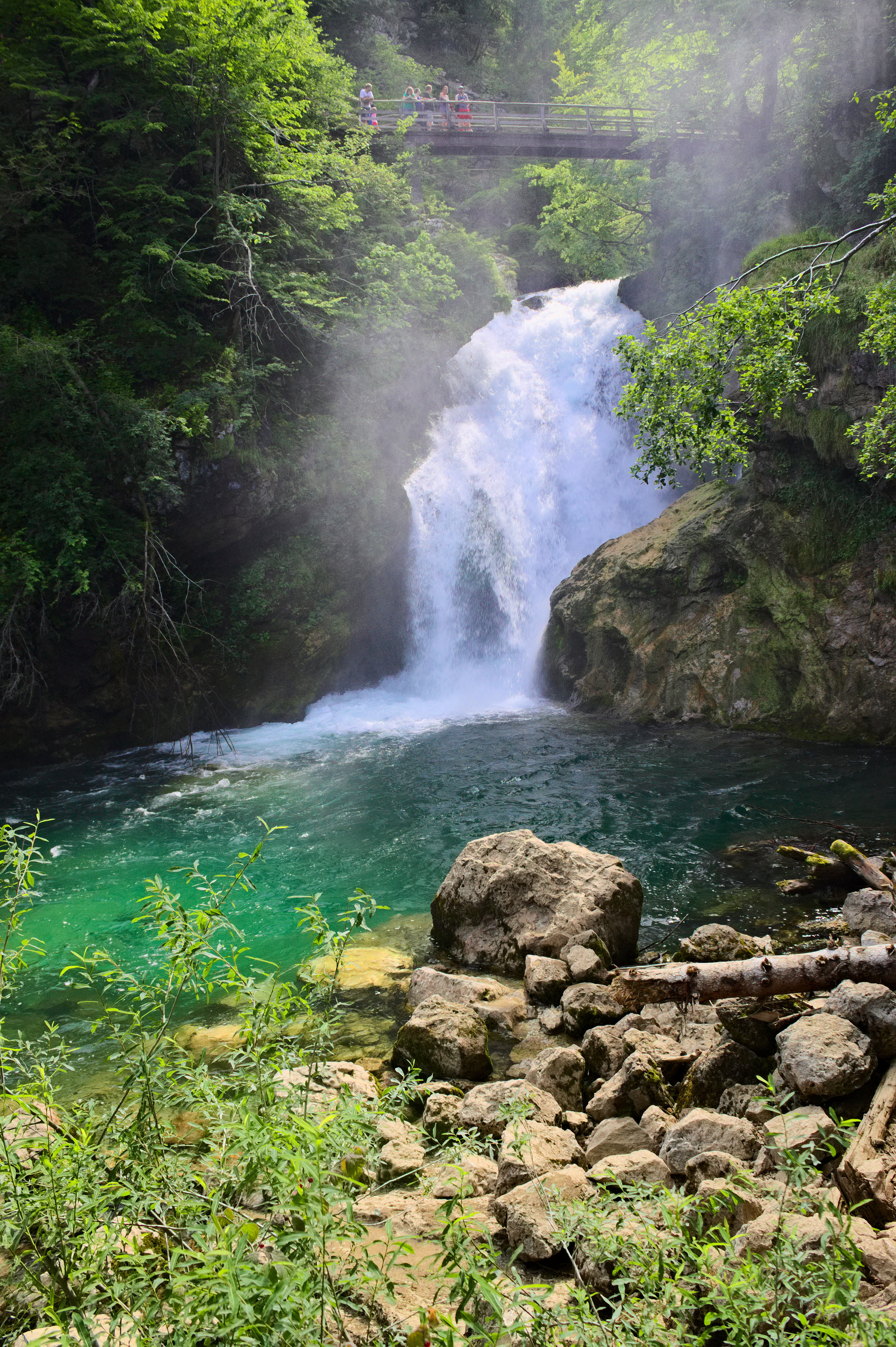
Cascade de Šum.

La Gorge de Vintgar (slovène : Soteska Vintgar) est une gorge située dans le parc national du Triglav, à environ 4 kilomètres au nord-ouest de la localité de Bled en Slovénie.
La gorge, où s’écoule la rivière Radovna, a été découverte en 1891 par Jakob Žumer, qui était maire de Gorje, et son ami, Benedikt Lergetporer, cartographe et photographe, de Bled. Au cours des deux années suivantes, ils ont travaillé très dur pour aménager la gorge en vue de son ouverture au public.
Depuis le 26 août 1893, la gorge de 1,6 kilomètre de long est ouverte aux visiteurs en dehors de la période hivernale. L'entrée est payante. En haute saison, le site connait beaucoup d'affluence, ce qui peut assortir la visite de quelques désagréments[source secondaire nécessaire].
La gorge, accessible grâce à un sentier et des ponts en bois accrochés aux flancs rocheux, attire chaque année de nombreux touristes. La cascade de Šum, située dans la gorge, mesure environ 16 mètres de haut.